# Maciej Góraj
Maciej Góraj (ur. 11 marca 1950 w Łodzi) – polski aktor filmowy, teatralny i telewizyjny, który w latach 70. uważany był za jednego z najbardziej obiecujących aktorów młodego pokolenia.

## Życiorys

### Młodość
Urodził się w Łodzi. Początkowo myślał o karierze sportowej, ale kontuzja przekreśliła te plany. Wtedy zainteresował się aktorstwem występując w amatorskich teatrach, gdzie poznał aktorkę Ewę Lemańską. Zafascynowany Zbigniewem Cybulskim, po maturze dostał się za pierwszym razem na studia na Wydziale Aktorskim „Łódzkiej Filmówki”, którą ukończył w 1972.

### Kariera
W latach 1972–1973 występował w Teatrze Narodowym. W latach 1973–1974 grał w łódzkim Teatrze Nowym. W latach 1974–1988 był związany z warszawskim Teatrem Powszechnym.
Zadebiutował na kinowym ekranie w roli pachołka w filmie historycznym Witolda Lesiewicza Bolesław Śmiały (1971) z Ignacym Gogolewskim (Bolesław II Śmiały). Za rolę Zenka Stankiewicza, kalekiego żołnierza Batalionów Chłopskich, w dramacie wojennym Sylwestra Szyszki Ciemna rzeka (1973) został uhonorowany Nagrodą im. Zbyszka Cybulskiego, przyznaną przez tygodnik „Ekran”. W psychologicznym dramacie kryminalnym Stanisława Lenartowicza To ja zabiłem (1974) zagrał postać rzeczywistego zabójcy.
Występował także gościnnie w polskich serialach, w tym Ziemia obiecana (1975), 07 zgłoś się (1976), Polskie drogi (1976−1977), Dom (1980), Siedem życzeń (1984) czy Ballada o Januszku (1987). Na planie filmowym Co dzień bliżej nieba (1983) jako Mirek trenował z kaskaderami skok z dachu bez asekuracji. Grywał główne role w filmach: Strach (1975) jako Krzemek, Śpiewy po rosie (1982) jako Zdzichu, Chrześniak (1985) jako Grzegorz Purowski, dyrektor PGR-u w Grzybowie i Śmieciarz (1987) jako Teodor „Tojo” Bożych.
Pod koniec lat 80. porzucił rozwijającą się karierę i wyjechał do Stanów Zjednoczonych. Jak tłumaczył, zmusiła go do tego sytuacja finansowa.
W 2016, po długiej przerwie, powrócił na duży ekran w roli ojca głównej bohaterki w Smoleńsku.

## Filmografia
- 1971: Bolesław Śmiały − pachołek
- 1972: Opis obyczajów − Janusz
- 1973: Ciemna rzeka − Zenek
- 1974: To ja zabiłem − Andrzej Galus
- 1974: Zapamiętaj imię swoje − Andrzej
- 1974: Ziemia obiecana − Adam Malinowski, brat Zośki
- 1975: Strach − Krzemek
- 1975: Noce i dnie − powstaniec
- 1975: Doktor Judym − przemytnik
- 1975: Ziemia obiecana − Adam Malinowski, brat Zośki (odc. 2)
- 1976: Najlepsze w świecie − ojczym Kaja
- 1976−1977: Polskie drogi − Mundek Szczubełek
- 1976: 07 zgłoś się − Marian Dudziak vel Krzysztof Wolniak, złodziej samochodów (odc. 3)
- 1978: Biały mazur − Józef Szymaus
- 1978: Ślad na ziemi − inżynier Gerard Jasparski (odc. 5)
- 1978: Zielona miłość − syn Bidy (odc. 2)
- 1979: Hotel Klasy Lux − Tadeusz Sobol
- 1980: Dom − murarz kopiący Bronka (odc. 6)
- 1981: On, Ona, Oni − Roman
- 1981: Najdłuższa wojna nowoczesnej Europy − Marcin Gierusz, mąż Katarzyny
- 1982: Śpiewy po rosie − Zdzichu
- 1982: Popielec − Nozder
- 1983: Thais − odźwierny w pałacu Nikiasa
- 1983: Piętno − Józef i Jan Mrotek
- 1983: Tajemnica starego ogrodu − magister, szef szajki
- 1983: Co dzień bliżej nieba − Mirek
- 1984: Siedem życzeń − aktor w holu budynku TVP (odc. 1)
- 1984: Lato leśnych ludzi − żołnierz
- 1984: Kobieta z prowincji − Szczepan Cichalski, pierwszy mąż Andzi
- 1984: Umarłem, aby żyć − lekarz
- 1984: 1944 (cz .4)
- 1984: Dokąd, człowieku? − przyjaciel Szymańskiego
- 1985: Chrześniak − Grzegorz Purowski
- 1987: Ballada o Januszku − Krzemiński, wychowawca w zakładzie poprawczym (odc. 4)
- 1987: Na srebrnym globie − Jaret, dowódca wojsk księżycowych
- 1987: Śmieciarz − Teodor „Tojo” Bożych
- 1987: Pozostaniemy wierni
- 1988: Warszawskie gołębie − Władysław Rosiak, dozorca w bloku Kaczmarskich
- 1988: Pożegnanie cesarzy − Felek, wnuk Tomasza
- 1989: Virtuti − plutonowy Kozdra
- 1989: Żelazną ręką − Zachalaszka
- 1989: Konsul − Andrzej
- 1989: Kanclerz − Zachalaszka (odc. 3)
- 1997: Pułapka − muzyk Kris Michałowski
- 2011: Ranczo – Borczuk (odc. 56 i 57)
- 2016: Smoleńsk – ojciec Niny